# Пелеш (Алба)
Пелеш (рум. Peleș) насеље је у Румунији у округу Алба у општини Соходол. Oпштина се налази на надморској висини од 888 m.

## Становништво
Према подацима из 2002. године у насељу је живело 53 становника, од којих су сви румунске националности.